# Ромбауэр, Янош
Иоганн (Янош) Ромбауэр (Janos Rombauer; 1782—1849) — словацкий портретист немецкого происхождения, работавший в первой четверти XIX века в Санкт-Петербурге.

## Биография
Родился в 1782 году в городе Левоча. По происхождению — немец. Сын резчика по дереву. Художественному мастерству обучался у голландского художника Яноша Штундера (1759—1811).
В 1806 году по приглашению графа Августа Ивановича Илинского, с которым познакомился на курорте Бардеёве, прибыл в Россию. Сначала он недолго жил в его волынском поместье, а затем переехал в Петербург, где получил всеобщее признание.
Ромбауэр был принят в кругах знати и выполнял заказы от высокопоставленных сановников. Преподал рисование и живопись в знаменитом пансионе Муральта. По особому разрешению занимался копированием картин в Эрмитаже. Принимал участие в художественных выставках в Петербурге. В 1810 году на академической выставке были представлены портреты М. Ф. Уваровой, митрополита С. Богуша-Сестренцевича и графа А. И. Илинского.
В 1824 году он решил вернуться на родину и поселился в городе Прешове, где жили два его брата — ювелир Матей и мясник Самуил.
В 1829 году у него родилась единственная дочь, Матильда Регина. В 1835 году по заказу города создал серию портретов членов лютеранского колледжа. В 1840 году для городской мэрии написал портрет императора Фердинанда V. Умер в Прешове в 1849 году.

## Произведения
Работы Яноша Ромбауэра хранятся во многих музеях, в частности в России — в Государственном художественном музее Алтайского края и на Украине — в Днепропетровском художественном музее. В коллекции живописи Устюженского краеведческого музея имеется портрет Е. А. Аракчеевой, написанный Ромбауэром. С оригинала работы Яноша Ромбауэра художником Сальваторе Карделли был выполнен портрет графа Матвея Ивановича Платова, хранящийся в Рыбинском государственном историко-архитектурном и художественном музее-заповеднике.

Некоторые работы
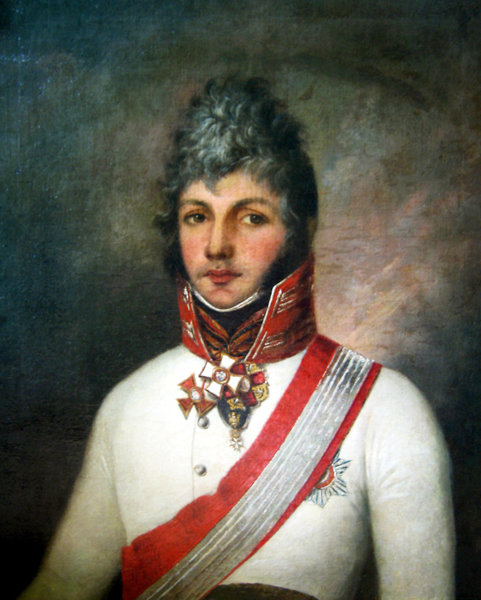
Фёдор Уваров (1806)
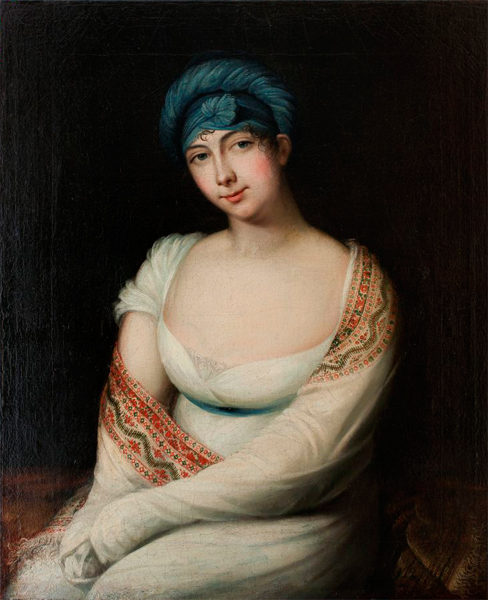
Мария Уварова (1806)
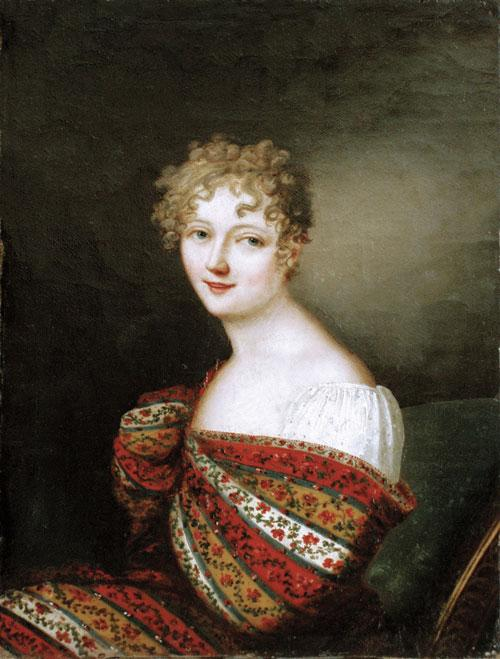
Графиня Илинская (1808)
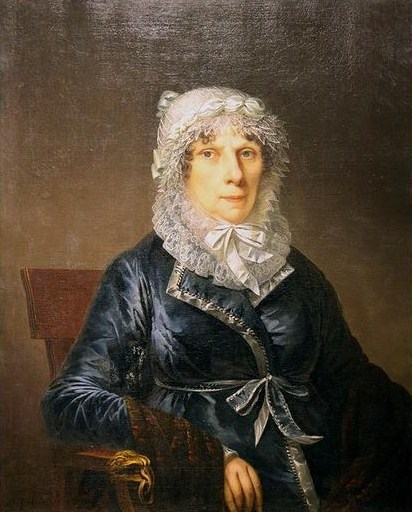
Елизавета Аракчеева (1809)
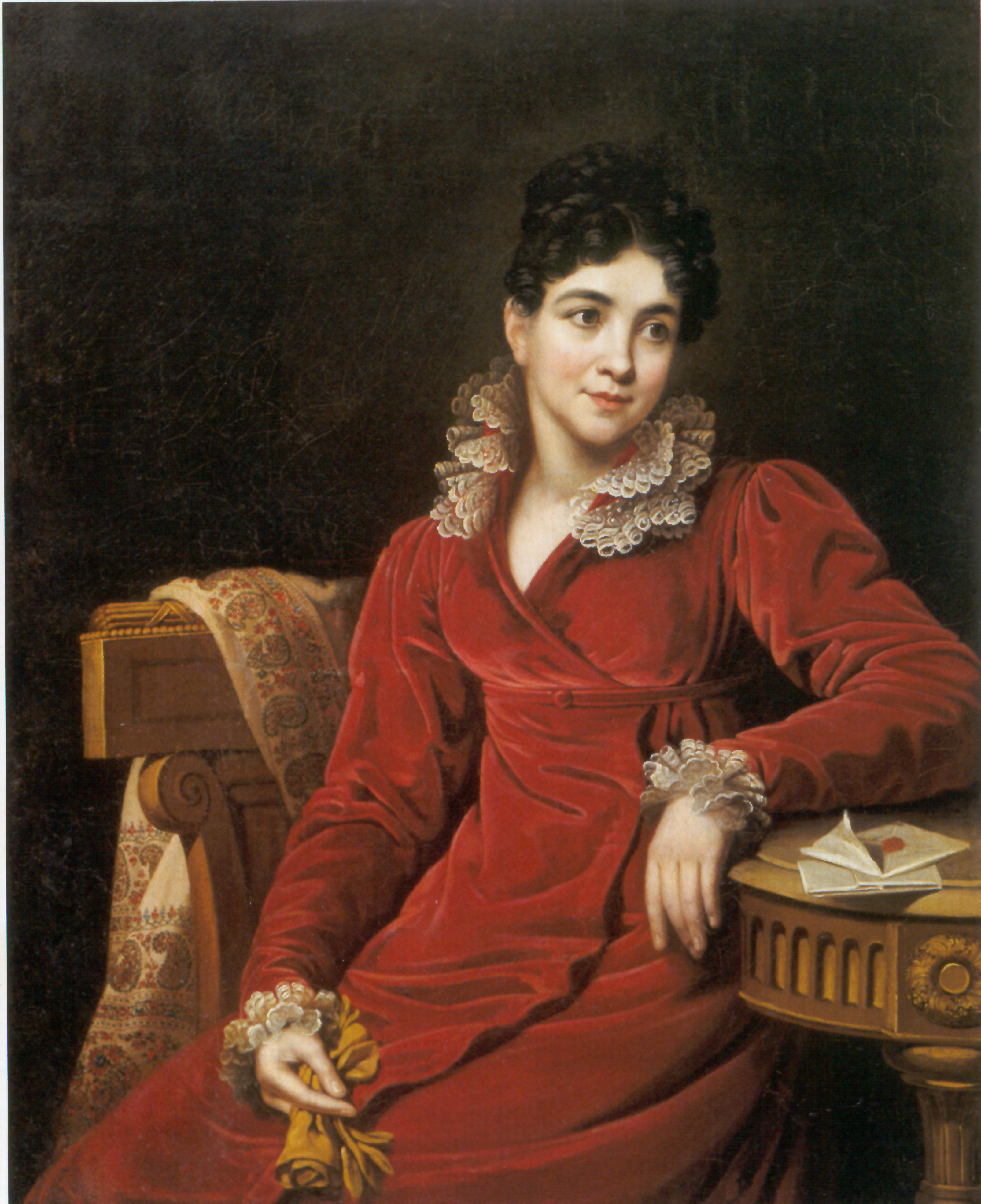
Прасковья Кутайсова (1820)
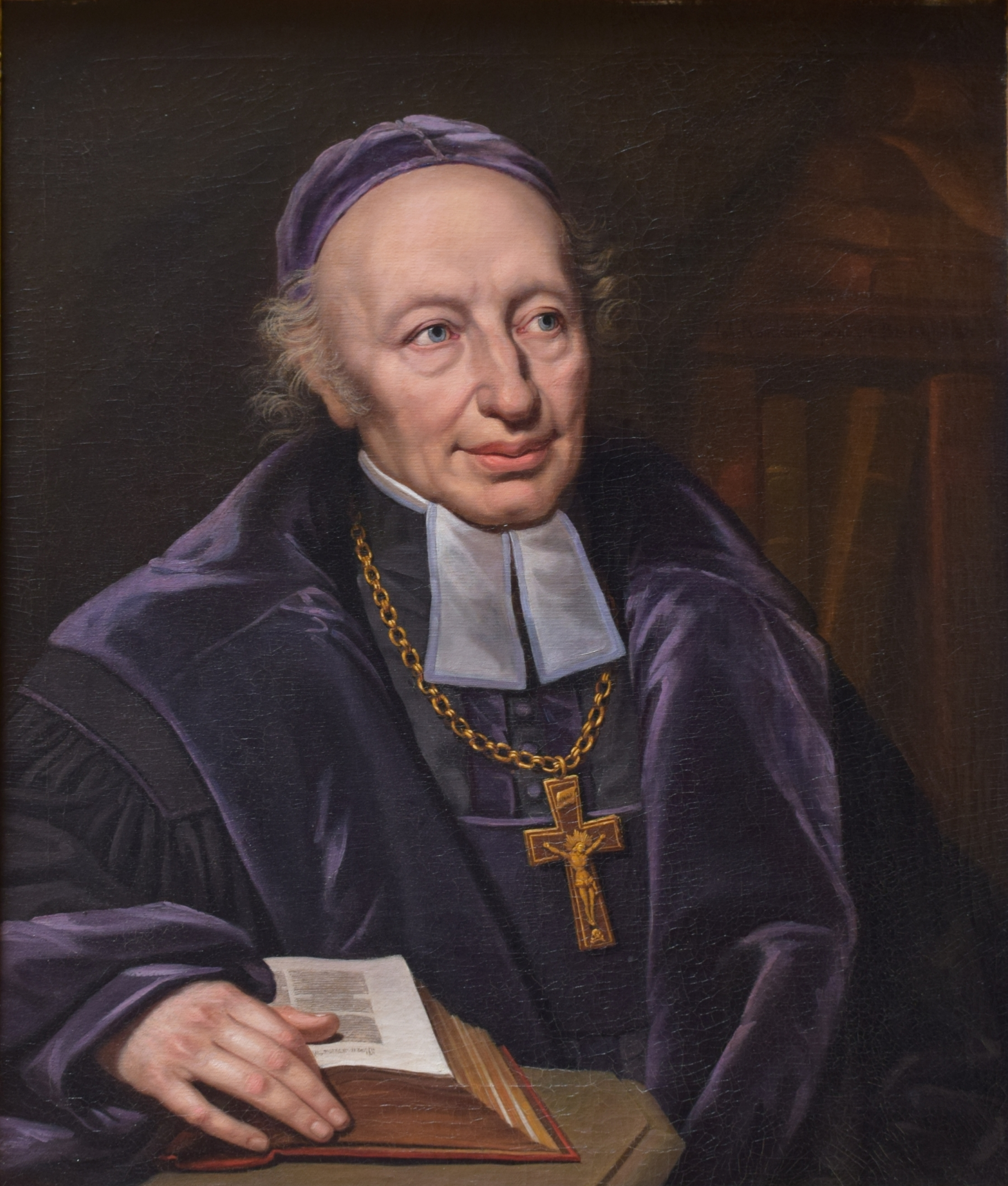
Игнац Аврелий Фесслер (1821)